# 臺陽礦業國英坑
臺陽礦業國英坑為九份九番坑，開鑿於昭和8年（1933年），為九份地區最大坑道之一，2007年登錄為為新北市歷史建築，現由臺陽股份有限公司管理。

## 簡介
國英坑，為九份之第九號礦坑（九份九番坑），開鑿於1933年（昭和8年）。取顏國年及翁山英之名，顏國年於長兄顏雲年過世後，在1922年繼任臺陽金屬鑛業株式會社社長，翁山英為瑞芳鑛業所所長。
當時日本政府實施產金獎勵措施，巨額補助機具設備，因此第九號礦坑導入先進技術，主要以鋼鐵為支柱，鋪設有採電力推動之臺車軌道運送礦石，入口處為沈積岩，後段則為含有金礦之安山岩，為當時最現代化的大型礦坑，坑洞高約3.08公尺與寬3.6公尺。 1935年坑外新建浮游選礦場，可處理100公噸礦砂，1937年10月第二期浮游選礦場啟用，可增加礦砂處理量至250公噸。坑外另設有搗礦場處理大竿林七號坑及國英坑的礦石。1939年10月第三期浮游選礦場完工，處裡礦砂量高達600公噸，因政策引導，該區礦藏開採量在1940年代逐漸降低。戰後臺陽金屬鑛業株式會社更名為臺陽礦業股份有限公司，因礦脈開採量銳減且成本過高，而於1971年結束開採。

## 坑道構造
坑口以安山岩及紅磚砌成，門額題有「國英坑」三字，主坑道直線長2,205公尺，運用當時最新的礦坑挖掘技術，設置斜坑往上出口，坑內對流通風良好，採斜坡地面以利排水，中間向東開有第1、2、3及中間第5入坑巷，西向則有1、2、3西向斜坑等與本礦其他坑巷貫通，坑道除部分安山岩處免用支架外，其餘沈積岩處均以拱形鋼架或紅磚及坑木作為支架以防落盤。

## 現況
現已停止開採，1997年開始恢復坑道整修，並於2002～2011年間繼續修復，將坑道岩盤較脆弱之處改以永久支撐之砌磚彎拱。有鑑於國英坑保存狀況良好，為現存少有的日治時期現代化大型礦坑，為台灣產金史的重要見證，已於2007年登錄為新北市歷史建築。
坑口外原有大小兩座土地公廟，現僅存大土地公廟-福德宮。
坑內可取用優質礦泉水，因此統一企業設立瑞芳水廠取用國英坑內之自然湧泉生產麥飯石礦泉水販售，臺陽公司亦利用由此礦泉水飼養鱘龍魚，尋求礦區產業新價值，目前礦區未對外開放參觀。

## 外部連結
- 黃金鱘龍魚台陽股份有限公司